# Ruszajny
Ruszajny (niem. Reuschhagen) – wieś w Polsce położona w województwie warmińsko-mazurskim, w powiecie olsztyńskim, w gminie Barczewo. W latach 1975–1998 miejscowość administracyjnie należała do województwa olsztyńskiego. Wieś znajduje się w historycznym regionie Warmia.

## Historia
Wieś lokowana na prawie chełmińskim 10 maja 1336 r. pod nazwą Russchenhayn, przez wójta Henryka z Lutr. Zasadźca - Ludwik - został w dokumentach określony jako Ruthenus (Rusin), co wskazuje że przybył z Rusi. Wieś w dokumentach ponownie jest wzmiankowana w 1395 r., kiedy to niejaki Martin Bleychen wraz ze spadkobiercami otrzymał w Ruszajnach 3 łany ziemi uprawnej. W dniu 25 stycznia 1482 r. Ruszajny zostały włączone do miasta Barczewa.